# Második csecsen háború
A második csecsen háború 1999. augusztus 26-án kezdődött. A háború az oroszok és kaukázusi illetve csecseni szeparatisták között folyt. A második csecsen háború kirobbanásának okaként Baszajev csecsen parancsnok csapatainak akcióját tekintik. Az első támadás 1999. augusztus 2-án történt, Samil Baszajev és a szaúd-arábiai származású Hattab közel kétezer fegyveressel több falut is megszállt Dagesztánban. Ez csak előkészítése volt egy még nagyobb méreteket öltő katonai akciónak, amely Dagesztán iszlám köztársasággá változtatására és Oroszországtól való elszakítására irányult.
Ebben a háborúban is fontos szerepet játszottak a zömében önkéntes iszlamista ezredek, a mudzsahedek. Az arab és más muzulmán önkéntesek már az első csecsen háborúban harcoltak az oroszok ellen, de tevékenységük akkor még a fegyveres küzdelemre terjedt ki. Ebben a háborúban a csecsen ellenállók már jelentős mértékben finanszírozták harcukat arab pénzügyi forrásokból.
A 2001. szeptember 11-ei események gyakorlatilag szabad kezet adtak Oroszországnak, mely a csecsen háborúkat onnantól kezdve a nemzetközi terrorizmus elleni harc színtereként tünteti fel.